# GNU Binutils
GNU Binary Utilities或binutils是一整套的程式語言工具程式，用來處理許多格式的目的檔。當前的版本原本由在Cygnus Solutions的程式員以二进制文件描述库（libbfd）所撰寫。這個工具程式通常搭配GCC、make、和GDB這些程式來使用。
剛開始時，這個套件內只有幾支程式，但後來，由於功能需求近似，陸續加入了GNU組譯器（GAS）和GNU連結器（GLD）。一般來說，這些程式都很簡單，大部分的複雜性都存在於二进制文件描述库和libopcodes這些函式庫裡頭。
原來的BFD版本由David Henkel-Wallace和Steve Chamberlain所撰寫。Ken Raeburn和Ian Lance Taylor曾維護過。目前則是由Nick Clifton負責維護此版本。至於Linux上的版本，由H.J. Lu在維護。

## 指令
binutils包含底下這些指令：
| as        | 組譯器                                      |
| ld        | 链接器                                      |
| gprof     | 性能分析工具程式                            |
| addr2line | 從目的檔的虛擬位址取得檔案的行號或符號      |
| ar        | 可以對靜態函式庫做建立、修改和取出的操作。  |
| c++filt   | 解码 C++ 的符号                             |
| dlltool   | 建立Windows 動態函式庫                      |
| gold      | 另一種連結器                                |
| nlmconv   | 可以轉換成NetWare Loadable Module目的檔格式 |
| nm        | 顯示目的檔內的符號                          |
| objcopy   | 複製目的檔，過程中可以修改                  |
| objdump   | 顯示目的檔的相關資訊，亦可反組譯            |
| ranlib    | 產生靜態函式庫的索引                        |
| readelf   | 顯示ELF檔案的內容                           |
| size      | 列出總體和section的大小                     |
| strings   | 列出任何二進位檔內的可顯示字串              |
| strip     | 從目的檔中移除符號                          |
| windmc    | 產生Windows訊息資源                         |
| windres   | Windows 資源檔編譯器                        |